# Cerro Cabeza Mediana
Cerro Cabeza Mediana är en bergstopp i Spanien.   Den ligger i provinsen Provincia de Madrid och regionen Madrid, i den centrala delen av landet, 40 km nordväst om huvudstaden Madrid. Toppen på Cerro Cabeza Mediana är 1 324 meter över havet, eller 221 meter över den omgivande terrängen. Bredden vid basen är 3,4 km.
Terrängen runt Cerro Cabeza Mediana är varierad.Runt Cerro Cabeza Mediana är det tätbefolkat, med 369 invånare per kvadratkilometer. Närmaste större samhälle är Collado-Villalba, 5,8 km söder om Cerro Cabeza Mediana. Omgivningarna runt Cerro Cabeza Mediana är i huvudsak ett öppet busklandskap.